# 京都空襲

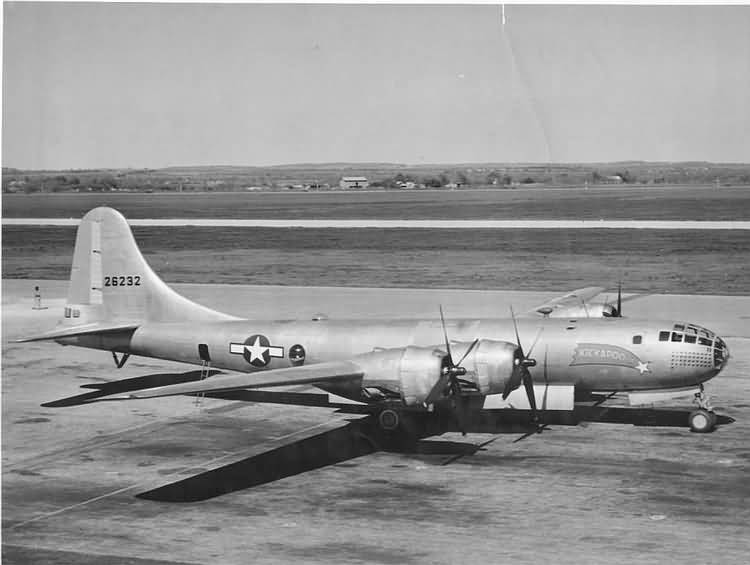
空襲を行ったB29爆撃機

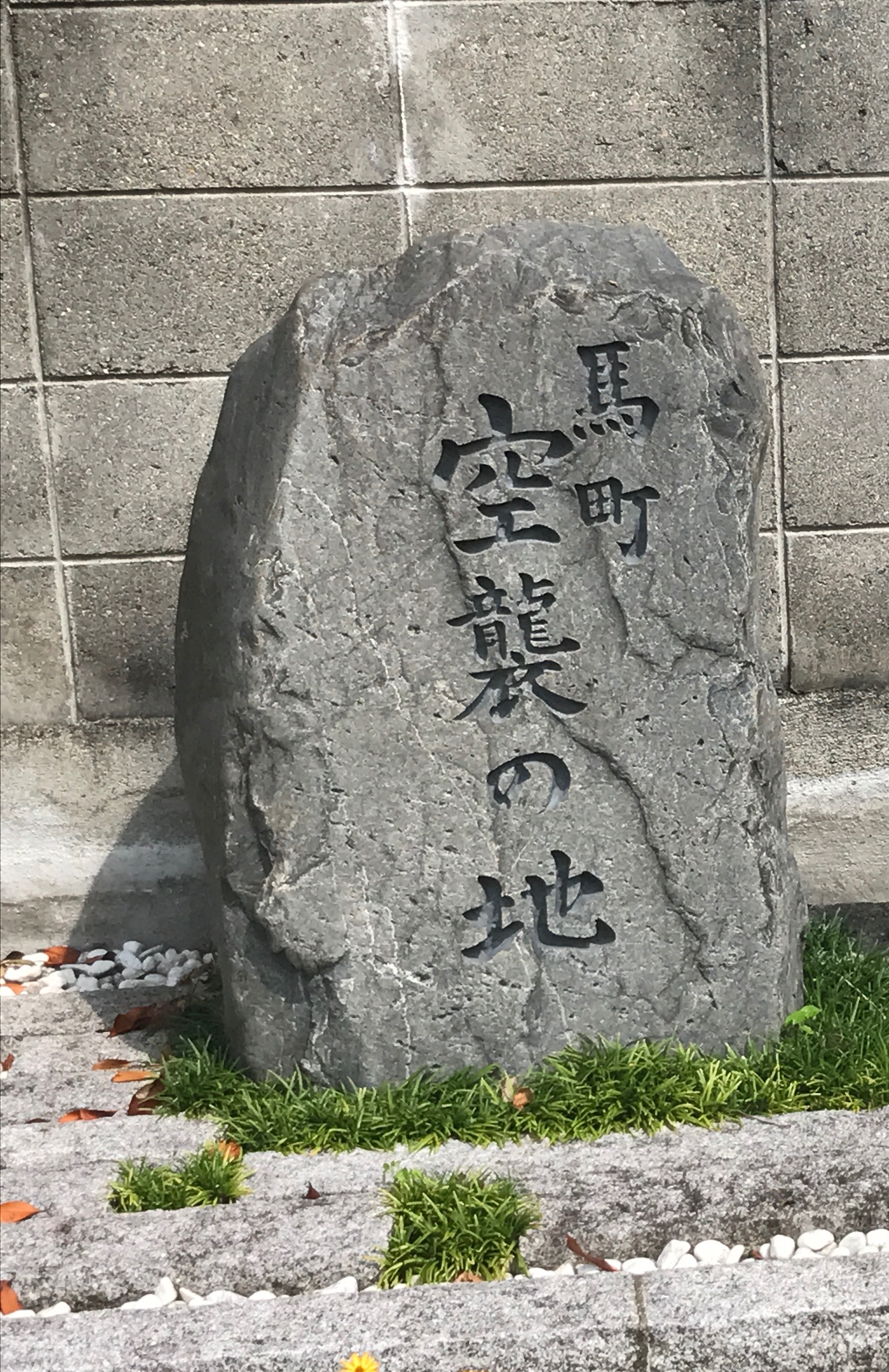
京都市立東山総合支援学校正門脇にある「馬町空襲の地」碑

京都空襲（きょうとくうしゅう、Bombing of Kyoto）は、太平洋戦争においてアメリカ軍により1945年（昭和20年）の1月から京都市内を対象に少なくとも5回にわたって行われた空襲（航空機による爆撃または銃撃）
同じく六大都市である東京や大阪などに比べれば被害は比較的少なかったものの、市内の各地で空襲の被害を受けた。

## 概要
被害の詳細は報道管制が敷かれたため判明しておらず、資料により異同がある。
- 第1回 1月16日午後11時23分ごろ - 馬町空襲（東山区馬町）死者36名（一説に40名以上）、被災家屋140戸以上。
- 第2回 3月19日午前7時30分ごろ - 春日町空襲（右京区）春日通高辻・仏光寺通西大路・春日通五条、被災家屋3戸[3]。
- 第3回 4月16日正午ごろ - 太秦空襲（右京区）太秦巽町・唐渡町・東唐渡町、死者2人、重傷者11人、軽傷者37人、民家半壊3戸[4]。
- 第4回 5月11日午前10時ごろ - 銃撃[4]
  - 御所（京都御苑）・河原町荒神口付近（上京区）負傷者11名。
  - 西ノ京銅駝町（中京区）負傷者1名。
- 第5回 6月26日早朝 - 西陣空襲（上京区出水）死者50人、重軽傷者66人、被害家屋292戸、罹災者850名（京都府警の資料では死者43人、重傷13人など計109人が死傷したとされる[1]）。

上記の5回以外にも京都市内で以下の空襲被害があった。
- 4月22日午前9時50分ごろ - 銃撃（現北区） 負傷者4人[4]
- 6月15日午前10時35分ごろ - 奈良電気鉄道（現在の近鉄京都線）桃山御陵前駅 - 小倉駅間の鉄道施設を焼夷弾により爆撃。下り電車線と高圧線が被災[5]。
- 7月28日 - 銃撃 京都新聞で「洛北、洛南の新市内に機銃掃射」と報道[2]。
- 被害日不明[4][注釈 2]
  - 伏見区 死者2人 負傷者6人 被災家屋1戸
  - 愛宕郡八瀬村（現・左京区） 負傷者2人

### 以降の爆撃禁止
京都はアメリカ軍による日本への原爆投下目標の一つとされていた。4月27日に行われた第1回目標選定委員会のでは京都は通常爆撃の目標優先順位表には上がらなかったものの、フィッシャー大佐から第20空軍による爆撃予定地及び原爆投下目標の研究対象に上げられていた。以後、この時に既に爆撃により壊滅した都市は研究対象から外され、原爆の威力を確認するために「幾つかの候補地を残して欲しい」という意向が、第20空軍配下の第21爆撃集団に伝えられた。5月10-11日には第2回目標選定委員会が開かれ、研究と議論の末「人口100万人の都市産業都市であること」「日本の旧首都であること」「日本の知的中心であり、住民が原爆の様な兵器の意味を理解する見込みが高いこと」などを理由に京都が第1目標となった。更に5月28日に行われた3回目標選定委員では京都・広島・新潟の詳細資料が提出され、予行演習の予定などが議論されている。
しかし、その後アメリカ軍陸軍長官であるヘンリー・スティムソンから反対意見が出され、、6月13日の機密報告書では「除外された目標地」として京都が上げられた。その後6月30日にレズリー・グローヴス少将からジョージ・マーシャル陸軍参謀総長宛に出された覚え書きの一文には、「（前略）京都は一旦は選ばれましたが、（スティムソン）陸軍長官の指示により、原爆のみならず全ての爆撃の標的から除外されました。（中略）」との記載がある。グローヴスは合わせて、
- 原爆目標として選ばれた小倉・広島・新潟の4都市を攻撃せず留保する指令を第20空軍に出したこと
- 同様の指令をマッカーサー司令に与えること
- いかなる誤解も与えないよう、本件を統合参謀長会議に正式に提出し同意を得ることが望ましいこと

などを記載した。後に統合参謀長会議はこの意見を受け入れ、同日付けでマッカーサー司令・チェスター・ニミッツアメリカ太平洋艦隊司令長官・ヘンリー・アーノルド陸軍航空軍司令官宛に「再度の指令が無い限り、貴下指揮下の如何なる部隊も京都・広島・小倉・新潟を攻撃してはならない」との指令を発した。
だが、その後も京都への爆撃・原爆投下の検討は続けられた。7月3日には京都市が京都盆地に位置しているので原子爆弾の効果を確認するには最適として投下を強く求める将校、科学者も多く存在し、その巻き返し意見によって再び京都が候補地となった。7月21日にはワシントンのハリソン陸軍長官特別顧問（暫定委員会委員長代行）からポツダム会談に随行してドイツに滞在していたスティムソンに対して京都を第一目標にすることの許可を求める電報があったが、スティムソンは直ちにそれを許可しない旨の返電をし、再度京都の除外が決定した。7月24日には京都の代わりに長崎が目標に加えられた。スティムソンの7月24日の日記には、「もし（京都の）除外がなされなければ、かかる無茶な行為によって生ずるであろう残酷な事態のために、その地域において日本人を我々と和解させることが戦後長期間不可能となり、むしろロシア人に接近させることになるだろう（中略）満州でロシアの侵攻があった場合に、日本を合衆国に同調させることを妨げる手段となるであろう、と私は指摘した。」とあり、アメリカが戦後の国際社会における政治的優位性を保つ目的から、京都投下案に反対したことが窺える。

## 馬町空襲
1945年（昭和20年）1月16日の深夜11時23分ごろ、アメリカ軍のB-29爆撃機1機が来襲し爆弾が投下された。松原警察署の報告によれば、投下された爆弾は250ポンド級焼夷弾1個、100ポンド級瞬発性爆弾50個以上、20ポンド瞬発性爆弾200個とあるが、当時「モロトフのパン籠」とも呼ばれた集束焼夷弾であったと推測される。
爆弾や焼夷弾の大部分は、東山区の上馬町の西部から下馬町にかけての渋谷街道沿いに落下し、松原警察署の記録によれば被害は、修道学区の修道町、上馬町、下馬町、東前側町、永田町、常磐町、下村町、西常盤町、および六原学区の白糸町に及んだが、当該地には爆撃の目標となるような軍事施設はなかった。住民などの記録・証言によれば、警戒警報も、空襲警報も発令されなかったことが判明している。
翌々日（1月18日）の『京都新聞』では「○○区」「○○学区」などと場所を伏せて被災が伝えられたが、倒壊した寮から学友を救い出した京都女子専門学校（現・京都女子大学）の生徒の奮闘談などが中心で、実際の被害の状況を伝えるものではなかった。
被災の状況について、松原警察署の資料では死者35名、火傷を含む重軽傷者54名、全壊家屋22戸、半壊家屋94戸、全焼家屋9戸、半焼7戸、全体の被災者は729名となっている。被害は資料により異同があり、死者は、松原警察署の資料では35名、京都府の『知事引継書』や『戦災による銃後人口の減耗調査一件』では34名、「京都空襲を記録する会」の調査（『かくされていた空襲』に収録）では41名（37名の実名とある一家の人数である4名）が記録されている。重軽傷者は、松原警察署の資料では54名であるが、『知事事務引継書』では56名、『戦災による銃後人口の減耗調査一件』では24名となっている。また、被災家屋について『かくされていた空襲』では316戸としている。
2014年（平成26年）1月、「馬町空襲の地」と刻した石碑が京都市立東山総合支援学校（空襲当時は修道国民学校）前に「馬町爆撃を語り継ぐ会」により建立された。碑文には、被害について「死者40余名 負傷者50余名 全半壊家屋143戸」と記している。

## 西陣空襲
1945年（昭和20年）6月26日の午前9時40分ごろ、アメリカ軍のB-29爆撃機1機が来襲し京都市上京区の南西部が爆撃された。投下された爆弾は7発でうち2発は不発であった。
爆撃は、智恵光院通と下長者町通の交差する辺りを中心に、北は上長者町通、南は下立売通、東は大宮通、西は浄福寺通に囲まれた約400メートル四方の範囲にある場所に及んだ。この範囲は西陣と通称される地域に含まれ、元学区では正親学区、聚楽学区、出水学区、待賢学区にまたがる。
この爆撃について、現在の名古屋市港区にあった航空機会社の工場を第一目標として出撃した第313航空団に所属するB-29爆撃機の1機が「臨機目標」（何らかの事情で第一目標に爆弾を投下できない場合に機長の判断で投弾する予備の目標地点）の1つであった京都に7トンの爆弾を投下したというアメリカ空軍第20航空軍第21爆撃集団の記録がある。
西陣警察署の記録によると被害は、死者43名、重軽傷者66名（重症13名、軽傷53名）、全壊家屋71戸、半壊家屋84戸、一部損壊137戸、被災者850名となっている。被害は資料により異同があり、死者は、西陣警察署の記録では43名、『戦災による銃後人口の減耗調査一件』では44名、『かくされていた空襲』では50名とされ、同書では46名の実名が挙げられている。また、被災家屋について『戦災による銃後人口の減耗調査一件』では全壊71戸、半壊134戸、半焼87戸の計292戸となっている。
2005年（平成18年）8月、智恵光院通下長者町上るにある辰巳児童公園に「空爆被災を記録する碑の建立委員会」により、「空爆被災を記録する碑」が建立された。碑には被弾地点を示す略図とともに、当地における空襲の被災の事実と被害実態に併せて、馬町、太秦での空襲の事実も記している。